# Kostanj
Kostanj je naseljeno mjesto u Republici Hrvatskoj u Zagrebačkoj županiji. 

## Zemljopis
Administrativno je u sastavu općine Dubrava. Naselje se proteže na površini od 5,37 km².

## Stanovništvo
Prema popisu stanovništva iz 2001. godine u Kostanju žive 102 stanovnika i to u 36 kućanstava. Gustoća naseljenosti iznosi 18,99 st./km².
| broj stanovnika | 169   | 165   | 152   | 185   | 216   | 237   | 253   | 243   | 217   | 222   | 203   | 192   | 165   | 106   | 102   | 111   | 82    |
|                 | 1857. | 1869. | 1880. | 1890. | 1900. | 1910. | 1921. | 1931. | 1948. | 1953. | 1961. | 1971. | 1981. | 1991. | 2001. | 2011. | 2021. |